# Mavis Gallant
Mavis Leslie de Trafford Gallant, más conocida como Mavis Gallant (Montreal, Canadá, 11 de agosto de 1922-París, Francia, 18 de febrero de 2014), fue una escritora canadiense que vivió la mayoría de su vida en Francia. A pesar de ser conocida por escribir cuentos cortos, también redactó novelas, obras de teatro y ensayos.

## Biografía

### Primeros años
Gallant nació en Montreal, Quebec, como única hija de Albert Stewart Roy de Trafford Young, un vendedor de muebles y carpintero que era hijo de un oficial de la Armada Británica, y su mujer, Benedictine Wiseman. Young falleció en 1932 a causa de una enfermedad de riñón, y su mujer volvió a casarse rápidamente. Con su nuevo marido se trasladó a Nueva York y dejó a su hija bajo el cuidado de un tutor. Gallant no supo de la muerte de su padre hasta años después y más tarde le contó al The New York Times que «tuve una madre que no debería haber tenido hijos, tan simple como eso».
Gallant se educó en un total de diecisiete escuelas públicas, privadas y de monjas de los Estados Unidos y Canadá. A los veinte años contrajo matrimonio con un músico, John Gallant, del que se divorciaría cinco años más tarde.

### Carrera
En la década de 1940, Gallant trabajó durante un breve período de tiempo para la National Film Board antes de conseguir un puesto como reportera para el Montreal Standard (1944-1950). Mientras trabajaba para el Standard, publicó algunos de sus primeros relatos cortos, tanto en el periódico como en las revistas Preview y Northern Review.
En 1950, dejó el periodismo para dedicarse plenamente a la escritura. Se trasladó a Europa con la esperanza de poder trabajar exclusivamente como escritora y no tener que realizar otro trabajo como apoyo económico. Allí, residió brevemente en España antes de instalarse en París, Francia, donde vivió el resto de su vida. Aunque ya se había establecido en Francia, Gallant nunca renunció a su nacionalidad canadiense ni solicitó la francesa.
Su primer cuento publicado internacionalmente, «Madeline's Birthday», apareció en el número del 1 de septiembre de 1951 del The New Yorker. Poco más tarde la revista publicó más cuentos suyos, incluyendo «One Morning in June» y «The Picnic». En un principio, Gallant no sabía que la revista había aceptado estas historias, ya que su agente literario, Jacques Chambrun, se había embolsado 1535 libras esterlinas en regalías, diciéndole a ella que la revista las había rechazado, al mismo tiempo que le engañaba a la revista contándole que como consecuencia de la residencia de Gallant, no podían contactar directamente. Mavis descubrió que habían publicado sus historias cuando vio su nombre en la revista mientras leía una en la biblioteca, de modo que contactó directamente con el editor de ficción del New Yorker, William Maxwell, con el que estableció una relación de amistad. Además, comenzó así una relación de larga duración con la revista. Al igual que con Gallant, Chambrun también había robado dinero de W. Somerset Maugham, Ben Hecht, Grace Metalious y Jack Schaefer, entre otros.
Publicó más de cien historias en el The New Yorker a lo largo de su carrera; junto con Alice Munro, es una de las pocas autoras canadienses cuyas obras han aparecido regularmente en la revista.
Escribió dos novelas, Green Water, Green Sky (1959, publicado en español por Editorial Impedimenta en 2018) y A Fairly Good Time (1970, publicado en español por Editorial Impedimenta en 2022); una obra de teatro, What Is to Be Done? (1984); numerosas colecciones de historias con buena recepción por parte de la crítica, tales como The Other Paris (1953), My Heart Is Broken (1964), The Pegnitz Junction (1973), The End of the World and Other Stories (1974), From the Fifteenth District (1978), Home Truths: Selected Canadian Stories (1981), Overhead in a Balloon: Stories of Paris (1985), In Transit (1988) y Across the Bridge (1993); por último, también público un libro de no ficción, Paris Notebooks: Selected Essays and Reviews (1986). Asimismo, también se publicaron varias colecciones de historias de sus libros anteriores, entre las que se encuentran The Selected Stories of Mavis Gallant (1996), Paris Stories (2002) y Montreal Stories (2004). Además, publicó un libro en 2009, titulado Going Ashore en Canadá y The Cost of Living en el resto del mundo, que colecciona historias de toda su carrera que habían aparecido previamente en revistas literarias pero no en sus colecciones previas.
Durante los inicios de la carrera de Gallant, la críticas literarias canadienses decían que en Canadá se le ignoraba injustamente por su condición de expatriada; antes de la década de 1970, de hecho, los editores canadienses no publicaban sus libros y estos estaban disponibles únicamente como importaciones estadounidenses caras e inusuales. No obstante, esto cambió cuando la sección canadiense de Macmillan Publishers compró los derechos de publicación de From the Fifteenth District. Según el periodista Robert Fulford, el problema era culpa de ambas partes, ya que Gallant tampoco se preocupaba realmente de asegurarse ninguna editorial canadiense hasta que el editor Douglas Gibson, de Macmillan, la contactó a finales de la década de 1970. En un principio, la publicación canadiense de From the Fifteenth District no apaciguó la crítica, sin embargo, ya que el libro no consiguió ninguna nominación importante, a pesar de ser reconocido como unos de sus mejores trabajos. Como respuesta a este hecho, Gibson compiló varios cuentos ya publicados que resaltaban temas canadienses en Home Truths: Selected Canadian Stories. Este volumen se hizo con el premio Governor General's al mejor libro de ficción en inglés de 1981.
Hasta el año 2006, Gallant raramente concedió entrevistas. No obstante, ese año participó en dos documentales televisivos: uno en inglés para Bravo!, Paris Stories: The Writing of Mavis Gallant, y otro en francés como parte de la serie CONTACT, l'encyclopédie de la création, conducida por el canadiense Stéphan Bureau. El 1 de noviembre de 2006, recibió un homenaje en el Symphony Space de Nueva York, en el marco del evento Selected Shorts. Los también escritores Russell Banks, Jhumpa Lahiri y Michael Ondaatje leyeron algunos extractos de sus obras, mientras que la propia Gallant leyó uno de sus relatos cortos al completo.
Gallant fue franca acerca de su deseo de autonomía y privacidad. En una entrevista concedida a Geoff Hancock, de la revista Canadian Fiction en 1978, habló acerca de su «proyecto de vida» y su traslado a Francia para escribir diciendo: «He organizado las cosas de modo que tenga libertad para escribir. Es lo que me gusta hacer». En el prefacio de su colección Home Truths: Selected Canadian Stories (1981), empleó las palabras de Boris Pasternak como epígrafe: «La independencia personal es lo único que importa».
Falleció el 18 de febrero de 2014 en la ciudad francesa de París, a los 91 años de edad.

## Premios
En 1981, Gallant fue nombrada oficial de la Orden de Canadá por su contribución a la literatura. Más tarde, en 1993, fue ascendida a compañera de la orden.
Entre 1983 y 1984, regresó a Canadá para trabajar como escritora-residente en la Universidad de Toronto. En 1989, Gallant fue nombrada miembro honoraria extranjera de la Academia Estadounidense de las Artes y las Letras. La Universidad de Queen, por otro lado, la galardonó con el Legum Doctor en 1991, y la Quebec Writers' Federation nombró uno de sus premios anuales a libros no ficticios en su honor. Asimismo, Mavis formó parte del jurado encargado de otorgar el Premio Giller en el año 1997.
Tres años después, Gallant se hizo con el Premio Matt Cohen, y en 2002 recibió el Premio Rea. Además el galardón O. Henry del año 2003 estuvo dedicado a ella. En 2004, le fue concedido un galardón por parte de la asociación literaria Lannan Literary, así como el Premio Nabokov.
El 8 de noviembre de 2006, Gallant recibió el Prix Athanase-David de parte del gobierno de su provincia natal, Quebec. Fue la primera autora en inglés en recibir este galardón en sus 38 años de existencia.

## Crítica
Grazia Merler, en su libro Mavis Gallant: Narrative Patterns and Devices, observa que «ni la evolución psicológica de los personajes ni el argumento son el corazón de las historias de Mavis Gallant. El desarrollo de cada situación específica y la reconstrucción del estado de la mente o del corazón son, sin embargo, los objetivos principales». Los cuentos de Gallant se centran frecuentemente en hombres y mujeres expatriados que se sienten perdidos o solos; matrimonios que se han desarrollado débil y miserablemente; vidas que han decaído y que ahora se ciernen en la sombría área entre la ilusión, el autoengaño y la realidad. Como consecuencia de su patrimonio y conocimiento de la historia acadiana, es habitualmente comparada con Antonine Maillet, considerada por algunos la portavoz de la cultura acadiana en Canadá.
En Reading Mavis Gallant, un libro crítico de Janice Kulyk Keefer, la autora comenta: «Gallant es una escritora que nos deslumbra con su dominio del lenguaje, sus innovadoras formas narrativas y la agudeza de su inteligencia e ingenio. Sin embargo, también nos desconcierta con su insistencia en las constricciones y limitaciones que dominan la experiencia humana».
En un repaso de la obra de Gallant publicado en Books in Canada (1987), Geoff Hancock afirma que «la ficción de Mavis Gallant se encuentra entre las más excelentes jamás escritas por un canadiense. Pero, al igual que un tesoro enterrado, tanto la autora como su forma de escribir están por descubrir». En el Canadian Reader, Robert Fulford, por su parte, escribió: «Uno comienza a comparar sus [los de Gallant] mejores momentos con los de las más grandes figuras de la historia de la literatura. Nombres como los de Henry James, Chéjov o George Eliot danzan por mi mente».

## Vida personal
Gallant se casó con Jon Gallant, un músico de Winnipeg, en 1942. La pareja se divorció en 1947. Sin embargo, el matrimonio fue «más breve de lo que las fechas sugieren, ya que su marido estuvo de servicio en las fuerzas armadas en ultramar durante gran parte del tiempo».

## Obras

### Colecciones de cuentos cortos
| - 1956: The Other Paris. - 1964: My Heart Is Broken. - 1973: The Pegnitz Junction. - 1974: The End of the World and Other Stories. - 1979: From the Fifteenth District. - 1981: Home Truths. - 1985: Overhead in a Balloon. | - 1988: In Transit. - 1993: Across the Bridge and Other Stories. - 1994: The Moslem Wife. - 1996: The Selected Stories of Mavis Gallant. - 2002: Paris Stories. - 2004: Montreal Stories. - 2009: The Cost of Living: Early and Uncollected Stories. |

### Novelas
- 1959: Green Water, Green Sky. Traducción al español: Agua verde, cielo verde, publicado por Editorial Impedimenta en 2018. Traducción a cargo de Miguel Ros González. ISBN 978-84-17115-56-2
- 1970: A Fairly Good Time. Traducción al español: Una vida aceptable, publicado por Editorial Impedimenta en 2022. Traducción a cargo de Miguel Ros González. ISBN 978-84-18668-30-2

### Obras de teatro
- 1983: What Is to Be Done?.

### No ficción
- 1986: Paris Notebooks.